# Björntjärnen (Stensele socken, Lappland)
Björntjärnen är en sjö i Storumans kommun i Lappland och ingår i Umeälvens huvudavrinningsområde. Sjön har en area på 0,12 kvadratkilometer och ligger 433 meter över havet. Sjön avvattnas av vattendraget Björnabäcken.

## Delavrinningsområde
Björntjärnen ingår i det delavrinningsområde (719215-159618) som SMHI kallar för Mynnar i Paubäcken. Medelhöjden är 481 meter över havet och ytan är 21,64 kvadratkilometer. Det finns inga avrinningsområden uppströms utan avrinningsområdet är högsta punkten. Björnabäcken som avvattnar avrinningsområdet har biflödesordning 3, vilket innebär att vattnet flödar genom totalt 3 vattendrag innan det når havet efter 226 kilometer. Avrinningsområdet består mestadels av skog (56 procent) och sankmarker (29 procent). Avrinningsområdet har 0,61 kvadratkilometer vattenytor vilket ger det en sjöprocent på 2,8 procent.